# Euro-City-Cup 1998/99
Am Euro-City-Cup 1998/99 nahmen 29 Handball-Vereinsmannschaften teil, die sich in der vorangegangenen Saison in ihren Heimatländern qualifiziert hatten. Es war die 6. Austragung des City Cups. Titelverteidiger war TuS Nettelstedt. Die Pokalspiele begannen am 1. Oktober 1998 und das zweite Finalspiel fand am 18. April 1999 statt. Im Finale konnte sich SG Flensburg-Handewitt gegen BM Ciudad Real durchsetzen.

## Modus
Der Wettbewerb startete mit 13 Spielen im Sechzehntelfinale. Die Sieger zogen in das Achtelfinale ein, in der weitere, höher eingestufte, Mannschaften einstiegen. Alle Runden inklusive des Finales wurden im K.-o.-System mit Hin- und Rückspiel durchgeführt. Der Gewinner des Finales war Euro-City-Cup-Sieger der Saison 1998/99.

## Sechzehntelfinals
|                       | Gesamt  |                            | Hinspiel | Rückspiel |
| --------------------- | ------- | -------------------------- | -------- | --------- |
| GAS Kilkis            | 34:50   | US Dunkerque HB            | 14:25    | 20:25     |
| Sporting Lissabon     | 0:20    | Wacker Thun                | 0:10     | 0:10      |
| HC Tongeren           | 32:62   | SC Szeged                  | 18:29    | 14:33     |
| Trabzon Belediyespor  | 47:69   | BM Ciudad Real             | 27:27    | 20:42     |
| Sportiv Dinamo Brașov | 36:59   | Virum-Sorgenfri HK         | 20:31    | 16:28     |
| RK Mladost Bogdanci   | 46:46 * | Lusis Akademikas Kaunas    | 26:18    | 20:28     |
| RK Trimo Trebnje      | 60:36   | V&L Geleen                 | 34:14    | 26:22     |
| ZSKA Moskau           | 58:43   | HSG Remus Bärnbach/Köflach | 30:20    | 28:23     |
| HC Berchem            | 36:50   | RK Zamet Rijeka            | 18:23    | 18:27     |
| Pallamano Modena      | 44:41   | Wybrzeże Gdańsk            | 24:21    | 20:20     |
| SKA Kiew              | 65:42   | SKA Minsk                  | 34:22    | 31:20     |
| RK Lovćen Cetinje     | 79:47   | HRK Izviđač Ljubuški       | 41:17    | 38:30     |
| Maccabi Raʿanana      | 77:46   | AC Latsia Nicosia          | 43:22    | 34:24     |

## Achtelfinals
|                        | Gesamt |                     | Hinspiel | Rückspiel |
| ---------------------- | ------ | ------------------- | -------- | --------- |
| Virum-Sorgenfri HK     | 46:49  | RK Lovćen Cetinje   | 26:20    | 20:29     |
| TuS Nettelstedt        | 62:44  | Maccabi Raʿanana    | 33:19    | 29:25     |
| Drammen HK             | 56:46  | ZSKA Moskau         | 27:25    | 29:21     |
| US Dunkerque HB        | 49:44  | RK Zamet Rijeka     | 28:20    | 21:24     |
| SG Flensburg-Handewitt | 60:44  | RK Trimo Trebnje    | 32:25    | 28:19     |
| BM Ciudad Real         | 69:38  | RK Mladost Bogdanci | 40:19    | 29:19     |
| Wacker Thun            | 39:38  | Pallamano Modena    | 21:15    | 18:23     |
| SC Szeged              | 75:39  | SKA Kiew            | 40:14    | 35:25     |

## Viertelfinals
|                   | Gesamt |                        | Hinspiel | Rückspiel |
| ----------------- | ------ | ---------------------- | -------- | --------- |
| RK Lovćen Cetinje | 53:55  | Drammen HK             | 29:23    | 24:32     |
| SC Szeged         | 54:56  | TuS Nettelstedt        | 25:28    | 29:28     |
| BM Ciudad Real    | 58:51  | Wacker Thun            | 34:26    | 24:25     |
| US Dunkerque HB   | 51:57  | SG Flensburg-Handewitt | 25:27    | 26:30     |

## Halbfinals
|                        | Gesamt |                 | Hinspiel | Rückspiel |
| ---------------------- | ------ | --------------- | -------- | --------- |
| SG Flensburg-Handewitt | 49:47  | TuS Nettelstedt | 25:22    | 24:25     |
| BM Ciudad Real         | 52:48  | Drammen HK      | 29:24    | 23:24     |

## Finale
Das Hinspiel fand am 11. April 1999 in Flensburg statt und das Rückspiel am 18. April 1999 in Ciudad Real.
|                        | Gesamt |                | Hinspiel | Rückspiel |
| ---------------------- | ------ | -------------- | -------- | --------- |
| SG Flensburg-Handewitt | 53:48  | BM Ciudad Real | 27:27    | 26:21     |